# Jean Bonal
Jean Bonal (* 22. Februar 1925 in Paris; † 17. Oktober 2004 in Bouffémont, Val-d’Oise) war ein französischer Jazzgitarrist, stilistisch von der Tradition Django Reinhardts geprägt.

## Leben und Wirken
Bonal begann seine Karriere als Musiker Mitte der 1940er-Jahre in Paris; dort entstanden 1946 erste Plattenaufnahmen, als er dem Orchester von Michel de Villers angehörte. In den folgenden Jahren spielte er u. a. mit Jef Gilson, André Persiany, Eddie Bernard, Géo Daly und Maurice Meunier. 1950 hatte er Gelegenheit, erstmals unter eigenem Namen aufzunehmen; die zwei Titel, die er mit Meunier und Persiany sowie Alix Bret, Bernard Planchenault und Roger Paraboschi für Swing einspielte, blieben jedoch unveröffentlicht. Eine weitere Studiosession Bonals fand 1954 statt, als er mit Meunier, Christian Chevallier, Alix Bret und Edmond „Tober“ Migueres für Duc-Thompson aufnahm. Mitte der 1950er-Jahre arbeitete er außerdem mit Guy Lafitte, Jonah Jones/Alix Combelle, 1961 mit dem Buck Clayton Quintett, außerdem in dieser Zeit mit Michel Legrand, Don Byas und Sidney Bechet. 1960 hatte er einen Auftritt in Henri-Georges Clouzots Film Die Wahrheit. Im Bereich des Jazz war er zwischen 1946 und 2000 an 31 Aufnahmesessions beteiligt. Seinen letzten Auftritt hatte er 2002 beim Festival Jazz in Marciac.

## Diskographische Hinweise
- Flash Back (Vega, 1968), mit Jean-Claude André, Roland Lobligeois, Philippe Combelle
- Guitare Jazz (Dom, 1975), mit Franco Manzecchi, Raymond Le Sénéchal, Raymond Leblond
- Free Sound (PES, 1976), mit Alby Cullaz, Roland Lobligeois, Jean-Louis Viale, Philippe Combelle, Jean-Claude André, Raymond Leblond
- Jean Bonal Trio Invite Marcel Azzola: A Live Session (Paul Beuscher, 1995), mit Marcel Azzola
- Jean Bonal (Elabeth 2000), u. a. mit Stéphane Guillaume, Jean Claude Fohrenbach, Pierre Michelot, Totole Masselier, Philippe Combelle, Roger Paraboshi